# Seznam španskih biologov
Seznam španskih biologov.

## A
- Francisco José Ayala (zoolog) (1934)

## C
- Ángel Cabrera (1879-1960)
- José Celestino Bruno Mutis (1732-1808)

## H
- Francisco Hernández (1517-1587)

## L
- Carles Lalueza-Fox (1965)

## O
- Joan Oró (1923)

## R
- Félix Rodríguez de la Fuente (1928-1980)

## S
- Margarita Salas (1938)